# ادینا گالوویتس-هال
 ادینا گالوویتس-هال (انگلیسی: Edina Gallovits-Hall؛ زادهٔ ۱۰ دسامبر ۱۹۸۴) یک تنیس‌باز اهل رومانی است.